# 2270 Yazhi
2270 Yazhi este un asteroid din centura principală, descoperit pe 14 martie 1980 de Edward Bowell.